# Gare de Zernove
La gare de Zernove (ukrainien : станція Ворожба) est une gare ferroviaire située à Seredyna-Bouda dans  l'oblast de Soumy en Ukraine.

## Histoire
La gare fut ouverte en 1895.

## Service des voyageurs

### Desserte
Vers les directions : 
- train électrique régional n ° 813/814 Zernove — Kyiv — Fastiv ;
- n° 327/328 Zernove — Soumy ;
- Trains électriques de banlieue Konotop — Zernove.